# Annie Fratellini
Annie Violette Fratellini, más conocida como Annie Fratellini (Argel, 14 de noviembre de 1932-Neuilly-sur-Seine,1 de julio de 1997) fue una actriz, cantante, payaso y multinstrumentista francesa, considerada «la primera payasa de circo de Francia».

## Trayectoria
Hija del payaso y trapecista, Victor Fratellini (11 de mayo de 1901–9 de octubre de 1978) y Suzanne Gervais (25 de abril de 1913 – 8 de diciembre de 1999). Era nieta de Paul Fratellini y de Gaston Rousseau, último director del Circo de Paris, que se encontraba cerca del Los Inválidos y fue destruido el 15 de enero de 1932. 
Fratellini fue la primera mujer en actuar como payaso augusto, y una de las pocas en tocar la concertina. Inició su carrera en 1948 en el Cirque Medrano, donde sus tíos le enseñaron música y acrobacia, aunque optó por dedicarse a la música, el jazz y el cine.
Se casó por vez primera con el músico Philippe Brun, y luego con el cineasta Pierre Granier-Deferre, con el que tuvo una hija, Valérie, en 1960.
Volvió a casarse en 1969, con Pierre Étaix, un director y payaso francés, gracias al cual volvió a sus orígenes circenses. Ambos formaron un dúo de payasos en 1971, Fratellini como augusto y Étaix como payaso blanco. 
En el año 1974 fundaron l’École Nationale de Cirque (hoy l’Académie Fratellini). En un principio instalada en una residencia cultural para jóvenes en París, en el distrito 14, y después bajo una carpa en la Porte de la Villette, la escuela estaba destinada a todo el mundo con un enfoque « realmente innovador ».
En 1989, publicó sus memorias, Destin de clown. Además, en 1995, participó en la serie de Nuits magnétiques, L'Envol, bajo la producción de Catherine Soullard en France Culture.
Fratellini falleció a causa de un cáncer en 1997 en Neuilly-sur-Seine y fue enterrada en el Cementerio de Montmartre, en París.

## Obra

### Teatro
- 1954 : La Roulotte, de Michel Duran, escenografía de Alfred Pasquali, Théâtre Michel

### Filmografía
- 1957 : Rascel-Fifì, de Guido Leoni
- 1958 : Miss Pigalle, de Maurice Cam
- 1958 : Et ta sœur, de Maurice Delbez
- 1960 : Zazie dans le métro, de Louis Malle
- 1961 : Tout l'or du monde, de René Clair
- 1964 : Le Pas de trois, de Alain Bornet
- 1965 : La Métamorphose des cloportes, de Pierre Granier-Deferre
- 1969 : Le Grand Amour, de Pierre Étaix
- 1971 : I Clowns, de Federico Fellini
- 1990 : Henry y June, de Philip Kaufman

### Selección de su discografía
- 1996 : CD Annie Fratellini - Jean Wiener, inédito ilustrado por Pierre Étaix – Editado en julio de 1996
- 2004 : Le Meilleur de Annie Fratellini - 2 CD EMI 8211062-4 – Lista de temas:

Disco 11. J'ai ta main - 2. Paris souvenirs - 3. Le Gars de Rochechouart - 4. J'aimerais tellement - 5. Why do I love you - 6. Ça c'est l'amour - 7. Attention à la femme - 8. Celui que j'aime - 9. C'est merveilleux l'amour - 10. Quand tu viens chez moi mon cœur - 11. It had to be you - 12. Pleure - 13. Le Petit môme - 14. Tu t'fous de moi - 15. Les Amants d'Ménilmontant - 16. Puisque tu dors - 17. C'est beau ça - 18. Coquelicot polka - 19. La Morte saison - 20. Mon amour - 21. Des fleurs…madame - 22. Tu m'as tapé dans l'œil
Disco 21. Ronde, ronde, ronde - 2. Que m'est-il arrivé ? - 3. Rose - 4. Qu'on est bien - 5. Avec les anges - 6. C'est mon gigolo - 7. En douce - 8. Mon homme - 9. Une chanson américaine - 10. Les Amoureux sans logis - 11. Ja da - 12. Tambour battant - 13. Doucement, tendrement - 14. Je ne t'attendais plus - 15. Je ne chante que l'amour - 16. Jardin de Montsouris - 17. Chem cheminée - 18. La Vérité mon ami - 19. Ces merveilleux fous volants - 20. Un fil sous les pattes

### Narrativa
- 1989 - Destin de clown. ISBN 9782402312707.[6]